# František Vacovský
František Vacovský (13. května 1926 Písek – 23. září 2016) byl český hokejový obránce. Reprezentoval Československo na MS 1949, na kterém získal současně světový a evropský titul. V roce 2012 byl uveden do Síně slávy českého hokeje.

## Kariéra
Písecký rodák, sportovně zaměřený. Od mala se věnoval různým sportům, hrál fotbal, všestrannost rozvíjel v atletice, s kamarády hrával hokej. Dle jeho tvrzení o skutečný hokej nešlo až do doby, než ho v patnácti letech oslovili kamarádi z hokejového dorostu, kterých bylo na zápas ve Strakonicích málo. „Půjčili mi hokejku, protože tu jsem neměl, postavili mě do obrany a bylo to," připomínal o svých 84. narozeninách dnes už lehce úsměvnou historku, jak poprvé hrál skutečný hokej. Po skončení 2. světové války rychlý a šikovný obránce hrál již hokej za písecké muže. Po nástupu na základní vojenskou službu do Českých Budějovic měl díky veliteli, velkému sportovci to štěstí, že byl pouštěn na hokejové zápasy do Písku, kterému dokonce pomohl k postupu do divize. Samozřejmě, že tato skutečnost nemohla uniknout místnímu ligovému týmu Stadionu, tak v roce 1946 sem přestoupil. Našel si zde i práci a svou hokejovou kariéru až do konce roku 1960 natrvalo spojil s týmem. Na tehdejší poměry písecký klub obdržel za přestup 30 tisíc korun. Pro srovnání - za tyto peníze menší klub nižší soutěže žil celou sezónu.
Pro něho štěstí, pro jiné smůla, po leteckém neštěstí části reprezentace v roce 1948 nad kanálem La Manche a emigraci některých hráčů dostal pozvánku do reprezentace a mohl se tak zúčastnit svého jediného mistrovského šampionátu, se zlatou tečkou na konci.
V reprezentaci odehrál 9 zápasů, ve kterých vstřelil 1 gól. Dle jeho slov jich odehrál víc, ale „oficiálně se tehdy do statistik počítaly jen mezistátní zápasy, kdy se hrála hymna. Jiné ne.“
Po skončení hráčské kariéry zůstal věrný u hokeje jako trenér, nejraději své zkušenosti předával mladým hráčům, vedl žáky, dorostence i juniorskou reprezentaci. A-týmy vedl pouze dvakrát a pokaždé po dobu dvou let, v 60. letech působil ve Vídni u týmu WEV, později v 70. letech v Kopřivnici.

## Zajímavosti
Jak František Vacovský vzpomínal na okamžiky zápasu proti Rakousku v lednu 1949, díky kterému si vysloužil nominaci na mistrovství světa: „Tehdy ještě nebyl schválený bodyček, rozhodčí to pískali jako faul. Ale když na mě jel v samostatném úniku jejich nejlepší hráč, počkal jsem si na něj, nastavil mu kyčel a ten udělal takový kotrmelec, že ho z ledu odnesli na nosítkách. Soudce mě okamžitě vyloučil. Jak jsem tak seděl na trestné lavici, vidím, že ke mně přichází šéf hokejového svazu Loos. Myslel jsem, že je to můj konec v reprezentaci, ale on mi naopak řekl, ať se zastavím v Praze pro reprezentační koženou bundu. Právě tu, kterou si jako repliku letos nechávali ušít reprezentanti do Německa,“ popisoval Vacovský momenty, které mu zajistily start na mistrovství světa.
V knihách či jiných pramenech se uvádí, že Vacovský odehrál pouze dva zápasy, jeho vysvětlení bylo následující: „Hrál jsem ty zápasy všechny, kromě finále. Samozřejmě obvykle jen pár minut, hlavní tíha ležela na jiných. Před finále na mě ale uhodil Vovka Zábrodský, jestli prý přestoupím do LTC. Mě se tam ale třeba na rozdíl od Kobranova nechtělo, a tak já jsem si přímo ve finále nezahrál a Kobranov ano,“ popisoval zajímavé pozadí triumfu.
Jeho přezdívka „Prdelka“ vznikla právě podle bodyčeku, který používal. Druhou jeho přezdívku „Orsi“ měl od mládí podle slavného italského fotbalového mistra světa z roku 1934.